# Francis Edwin Hodge
Francis Edwin Hodge, né le 12 novembre 1881 à Plymouth et mort le 6 février 1949 à Londres, est un peintre aquarelliste et portraitiste britannique.

## Biographie

### Naissance et formation

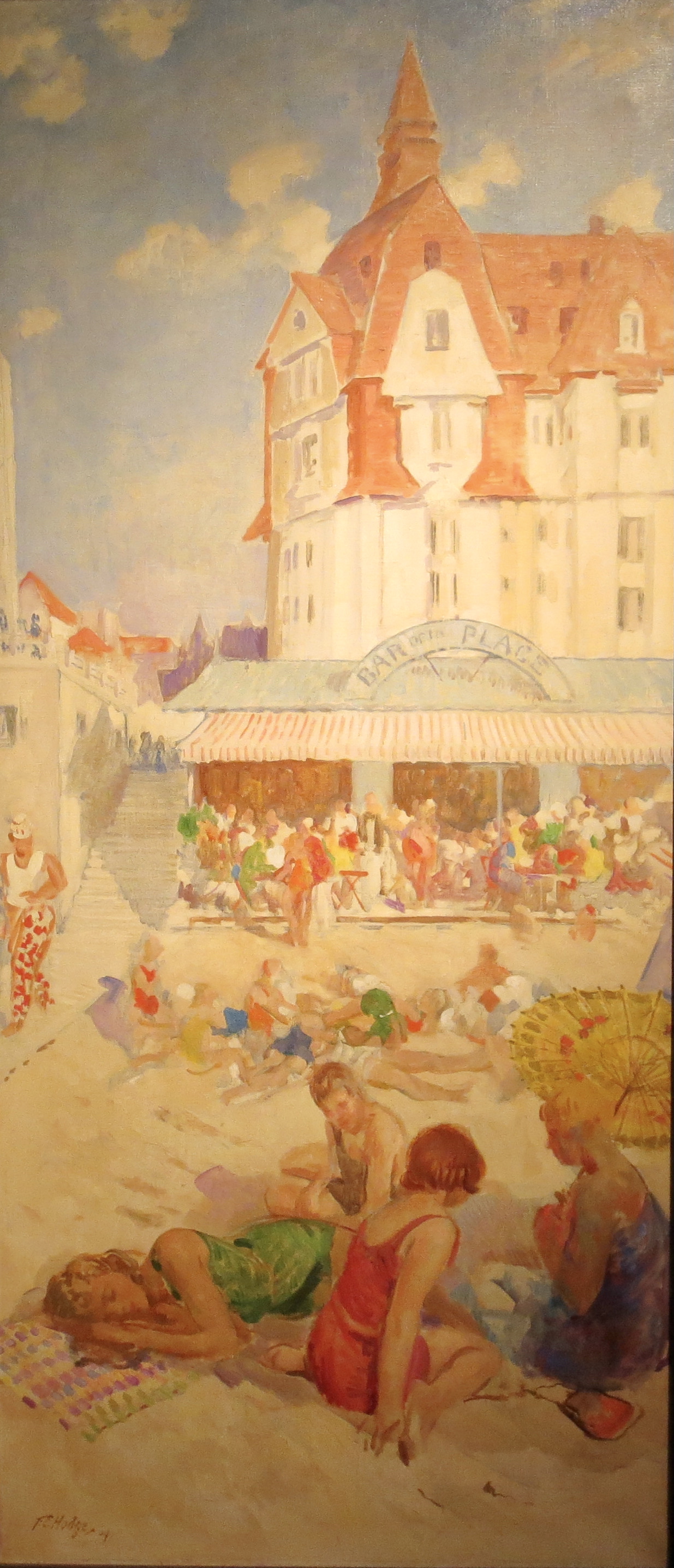
Le Bar de la plage et le Grand Hôtel du Touquet, 1929.

Francis Edwin Hodge naît le 12 novembre 1881 à Plymouth dans le comté de Devon du mariage d'Edwin John Hodge (1852-1932), sellier, et de Lydia Pond.
Il étudie, à partir de 1885, à la Charles Boys School de Plymouth, en 1892, à Sutton High School dans la même ville, puis à la Westminster School of Art avant de poursuivre ses études à la Slade School of Fine Art. Il est l'élève de Augustus John, de William Orpen et de Frank Brangwyn. Il étudie pendant une courte période à Paris.

### Carrière professionnelle
Pendant la Première Guerre mondiale, Francis Edwin Hodge est peintre pour l'armée britannique avec le grade de capitaine dans l'artillerie royale, ses peintures sont conservées à l'Imperial War Museum.
Après la guerre, il continue de peindre des paysages, comme On the Sands, Le Touquet, 1929 et des portraits et expose à la Royal Academy et à la Royal Portrait Society ainsi qu'à Buenos Aires. Il peint les portraits, du roi George VI, de Lord Webb-Johnson of Stoke on Trent, de Sir Wilfred Fish…
Il est très connu comme professeur d'art.
Francis Edwin Hodge est membre ou affilié aux organisations suivantes :
- 1915: élu à la Royal Society of British Artists ;
- 1927: membre élu de Royal Institute of Oil Painters ;
- 1929: membre élu de la Royal Society of Portrait Painters ;
- 1931: membre élu du Royal Institute of Painters in Water Colours (en) ;
- Il est également membre du Chelsea Arts Club (en)[4].

### Mort
Francis Edwin Hodge meurt le 6 février 1949 à Londres.

### Vie privée
En 1938, Francis Edwin Hodge épouse en 1938, Mfanwy Hazel Bruce Dunlop. Sa veuve épouse, en 1959, en secondes noces, Sir Eric Wilfred Fish (1891-1974).

## Collections publiques
- Le Touquet-Paris-Plage, musée : Le Bar de la plage et le Grand Hôtel du Touquet, 1929, huile sur toile, 174 × 78 cm, don de Mme Debry-Ioos[b], collection du musée du Touquet-Paris-Plage[5]